# Recey-sur-Ource
Recey-sur-Ource là một xã thuộc tỉnh Côte-d’Or trong vùng Bourgogne miền đông nước Pháp.

### Town partnerships
- Nieder-Olm